# Парагонімоз
Парагонімо́з (англ. Paragonimiasis, лат. paragonimosis; ендемічне кровохаркання) — біогельмінтоз із групи трематодозів з фекально-оральним механізмом передачі збудника, що характеризується переважним ураженням органів дихання, підшкірно-жирової клітковини, скелетних м'язів, рідше — головного мозку, й рецидивним перебігом.

## Історія вивчення
1878 року Е. Баельц в Японії і незалежно від нього Патрік Менсон в Китаї знайшли яйця гельмінта в харкотинні людини. Перший випадок парагонімозу в людей британський лікар Сідней Рінгер зафіксував того ж року на Тайвані під час розтину померлого, коли в легенях було знайдено дорослих гельмінтів. Є також свідчення, що Paragonimus westermani було вперше виявлено, коли два бенгальських тигри померли в зоопарку Артіс в Амстердамі у 1878 році. Відкриття зробив голландський біолог і директор цього зоопарку Конрад Керберт, що дав видову назву гельмінту на честь засновника зоопарку Герарда Фредеріка Вестермана.

## Актуальність
Зустрічається на Далекому Сході, Китаї, Південно-Східній Азії, Філіппінах, де зараженість ним сягає до 23,75 % серед місцевого населення. Гельмінтоз рідше зустрічається у Південній Америці, особливо в Перу, країнах Центральної і Західної Африки, де найбільше в Нігерії. Вважають, що в світі інфіковані ним щонайменше 22 млн людей.

## Етіологія

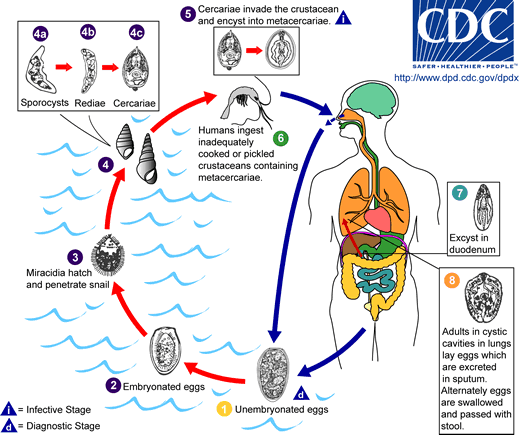
Життєвий цикл збудника парагонімоза.

Основний збудник парагонімозу — стьожковий гельмінт Paragonimus westermani (або легеневий сисун), яйцеподібної форми, червоно-коричневого кольору, завдовжки 7,5-13 мм, завширшки 4-8 мм, завтовшки 3,5-5 мм, поверхня тіла вкрита шипами, має черевну присоску, яйця золотаво-коричневі, овальні, з кришечкою, 63-84 x 45-54 мкм. Загалом більше 10 видів роду Paragonimus здатні інфікувати людей, причому тільки 8 з них спричинюють значні зрушення в організмі людини — окрім P. westermani P. heterotremus і P. philippinensis в Азії; P. africanus і P. uterobilateralis у Західній і Центральній Африці; P. caliensis, P. kellicotti та P. mexicanus в Америці.

## Епідеміологічні особливості

### Джерело і резервуар
Парагонімоз — пероральний біогельмінтоз, природно-осередкова інвазія. Дефінітивним хазяїном і джерелом інвазії є інфіковані люди, коти, собаки, свині та багато диких м'ясоїдних тварин, що виділяють яйця гельмінта з мокротою та фекаліями (рідше). Дозрівання цих трематод відбувається у воді: з яєць формуються мірацидії, які потрапляють до першого проміжного хазяїна — прісноводного молюска (роди Semisulkospira, Oncomelania), де розвиваються протягом 5 місяців і після виходять у воду, інфікуючи додаткових хазяїв — раків, крабів або креветок. У їхніх м'язах і внутрішніх органах вони перетворюються в метацеркаріїв. У тонкому кишечнику основного хазяїна метацеркарії звільняються від оболонок, ушкоджують стінку кишки й мігрують через черевну порожнину, діафрагму й плевру в легені. Протягом 5-6 тижнів в організм людини гельмінти стають статевозрілими, живуть до 20 років і більше.

### Механізм і шляхи передачі
Механізм зараження — оральний, шлях передачі — харчовий. Зараження людини відбувається через вживання погано термічно обробленого зараженого м'яса прісноводних крабів, раків, креветок.

### Сприйнятливість та імунітет
Сприйнятливість людей дуже висока в ендемічних регіонах. імунітет не прояснений.

## Патогенез
При потраплянні личинки збудника у тонкий кишечник кінцевого хазяїна відбувається звільнення від оболонок і після з током крові попадає в дихальну систему або (рідко) до головного мозку. Протягом періоду від 2 тижнів до 3 місяців особини стають статевозрілими й починають виділяти яйця у зовнішнє середовище. Якщо личинки не попадають у легені, то вони мігрують у черевну порожнину й, не переходячи в статевозрілих особин, починають паразитувати. Паразити здатні розселитися в багатьох органах, але відбувається це в основному в легенях. У тканині легень під впливом гельмінтів виникає спочатку гостра запальна реакція навколо дорослих паразитів і їхніх яєць, надалі навколо формується фіброзна капсула. Кісти можуть прориватися в бронхіоли, може сформуватися емпієма плеври. Згодом у вогнищах ураження посилюються склеротичні процеси, а запалення стихає. Деякі вогнища кальцифікуються.
Виділяють дві форми парагонімозу за основним ураженням: легеневу й абдомінальну. Парагонімоз легенів спостерігають найчастіше. В основі як патогенезу, так і клінічних ознак лежать механічний, токсико-алергійний, сенсибілізуючий вплив паразита і вторинні бактеріальні інфекції та аутосенсибілізація.

## Клінічні ознаки
Тривалість інкубаційного періоду 2-3 тижня, при масивній інвазії може скорочуватися до декількох днів. У клінічному перебігу виділяють дві стадії — ранню (міграційну, личинкову — на ній іноді завершується розвиток паразита) і пізню (хронічну) — класичний парагонімоз. Приблизно в 20 % заражених хвороба перебігає безсимптомно.
У ранній стадії легеневого парагонімозу специфічні прояви відсутні, при проникненні личинок у черевну порожнину виявляють здуття живота, діарею, біль при пальпації живота та в правому підребер'ї, гепатит. Потім з'являються симптоми ураження легень у вигляді мігруючих інфільтратів, загальна стомлюваність, озноб, підвищення температури до 39-40 °C, міальгії, задишка, біль у грудях, кашель із великою кількістю харкотиння з домішкою гною, крові, симптоми алергії, дратівливість. На цьому тлі розвиваються ознаки бронхіту, геморагічного плевриту, пневмонії.
Через 2-3 місяця наступає хронічна стадія зі зміною періодів загострень і ремісії, що може тривати протягом 2-4 років. У хворого при цьому спостерігають дихальну й серцеву недостатність, трапляється кровохаркання й виділення іржавого мокротиння, можливі пневмоторакс, легенева кровотеча, іноді абсцес легень, розвивається вогнищевий фіброз, пневмосклероз, обмеження рухливості легень й діафрагми, рак легенів.
При тривалому перебігу хвороби відбувається розвиток спайок на плеврі. Попадання паразитів у мозок призводить до енцефаліту й менінгоенцефаліту, об'ємного процесу, що нагадує пухлину. При дисемінації можливий полісерозит. Розрізняють гостру й хронічну фази. Для гострої характерно раптовий розвиток неврологічної симптоматики, звичайно на тлі легеневої патології: підвищення внутрічерепного тиску, дуже сильний головний біль, судоми із втратою свідомості, погіршення зору. У хронічну — нерідкі епілептичні припадки й стійкі неврологічні порушення; при рентгенографії черепа виявляють кальцифікати у вигляді «мильних бульок». При ураженні головного мозку прогноз серйозний.
Ураження підшкірної клітковини перебігає з утворенням щільних вузлів (іноді декількох, що містять гельмінтів і їхні яйця) на шиї, на поверхні грудній клітці, в ділянці живота. Вузли щільні, різної величини, майже безболісні при пальпації. Шкіра над ними незмінена. Інвазія супроводжується субфебрилітетом, помірною еозинофілією крові, іноді кашлем, втратою апетиту. При ураженні підшкірної клітковини грудної клітки описані випадки гідропневмотораксу, гідроперикарду. Абдомінальний парагонімоз пов'язаний з міграцією личинок гельмінтів у черевну порожнину, де спричинюють запальні зміни й склероз, крововиливи, некроз і ураження печінки.

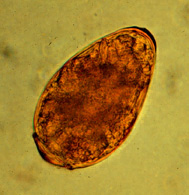
Яйце Paragonimus westermani

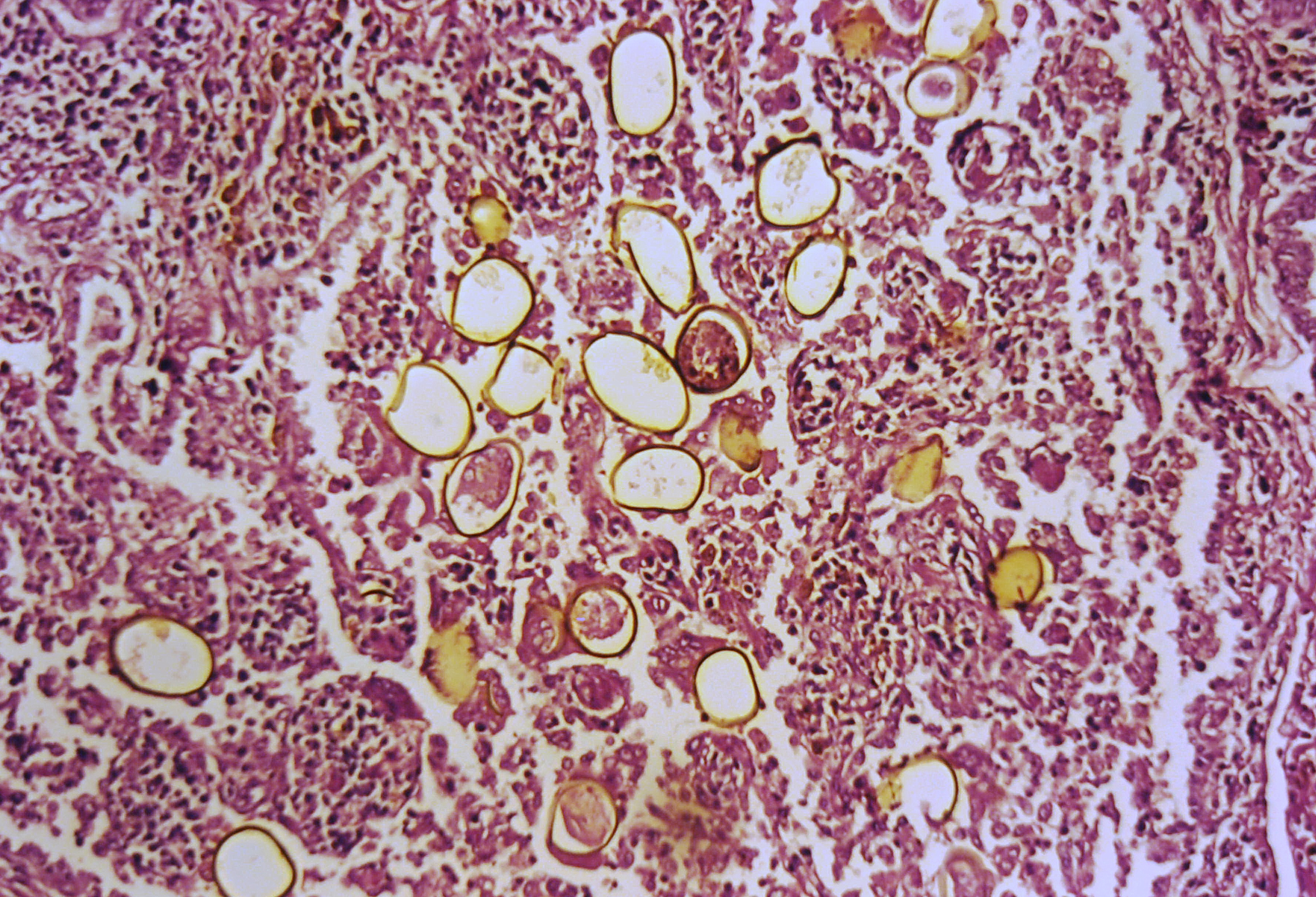
Уражена при парагонімозі легеня при мікроскопічному обстеженні — всередині видно округлі жовтого забарвлення утворення яйця гельмінта.

## Діагностика
Як правило, запідозрюють парагонімоз по клінічнім проявам, епідеміологічному анамнезу і враховують рентгенологічні дані. У клінічному аналізі крові спостерігають лейкоцитоз з вираженою еозинофілією. Легеневий парагонімоз підтверджують виявленням при мікроскопії яєць гельмінта в мокротинні, іноді й у фекаліях. Для виявлення їх можуть знадобитися методи збагачення. Личинковий гострий парагонімоз підтверджують серологічними реакціями зі специфічним антигеном в імуноферментному аналізі (ІФА). Також проводять топічну діагностику: рентгенографія легенів, УЗД, МРТ, КТ.

## Лікування
Основним препаратом для лікування є празиквантел у дозі 60-70 мг/кг маси тіла на добу в 3 прийоми після їжі із проміжком не менше 4 годин протягом 1-2 днів або в дозі 40 мг/кг по тій же схемі впродовж 4-5 днів. Поряд з празиквантелем ВООЗ рекомендує також триклабендазол 10 мг/кг 3 дні або 20 мг/кг поділені на 2 рази за 1 день. Можливе застосування бітіонолу — 2-2,5 г у день, розділених на три прийоми, приймати після їжі, протягом — 20 днів, добову дозу варто вживати через день.

Обов'язковим є призначення десенсибілізуючих і антигістамінних препаратів, у тяжких випадках — глюкокортикостероїдів.

При ураженні ЦНС — протизапальні препарати, сечогінні, ліки, що поліпшують циркуляцію крові, ноотропні та нейропротекторні засоби.

У хронічній стадії — використання імуностимулюючих ліків, призначення вітамінних комплексів, що поліпшують роботу серцево-судинної системи.

За неефективності консервативного лікування проводиться оперативне втручання — резекція легені, вилущування кіст із легеневої тканини, видалення кальцинатів з головного мозку, встановлення внутрішньошлуночкового шунту для управління гідроцефалією.

## Профілактика
Основними заходами профілактики захворювання в ендемічних територіях є: санітарно-просвітня робота, охорона від забруднень водойм, кип'ятіння води з неперевірених джерел, належна термічна обробка м'яса крабів, раків і креветок. Мандрівникам в небезпечні за парагонімозом слід уникати вживання непевної води, відповідних м'ясних продуктів.